# Marco Dorigo
Marco Dorigo (Milano, 26 agosto 1961) è un informatico e ricercatore italiano, impegnato nella ricerca nel campo dell'Intelligenza artificiale.

## Biografia
Direttore del Belgian Funds for Scientific Research (FNRS), professore universitario presso il dipartimento dell'informatica dell'Università di Paderborn in Germania e co-direttore del IRIDIA, il laboratorio di studio di Intelligenza Artificiale presso l'Université Libre de Bruxelles.
Nel 1992 ha contribuito, presso il Politecnico di Milano, a formalizzare l'Ant Colony Optimization (ACO), ed è uno dei fondatori di un centro di ricerca sulla Swarm intelligence. Ha inoltre svolto una ricerca nell'ambito della teoria della Robotica degli sciami coordinando due progetti: lo Swarm-bots, Swarms of self-assembling artefacts e lo Swarmanoid: Towards humanoid robotic swarms, finanziati dalla Commissione europea, presso il Future and Emerging Technologies Program.
È redattore fondatore e capo redattore del giornale Swarm Intelligence, principale pubblicazione che documenta le ricerche e le innovazioni nel campo della Swarm intelligence.
Nel 2003 la Commissione Europea gli consegna il premio Marie Curie Research Excellence Award. Il 22 novembre 2005 gli viene consegnato dal Re del Belgio, Alberto II, il premio FNRS - Dr A. De Leeuw-Damry-Bourlart award in Applied Sciences per le scienze esatte fondamentali, mentre nel 2007 riceve il Cajastur International Prize for Soft Computing, assegnato dalla Foundation for the Advancement of Soft Computing. Infine, nel 2010 riceve un ERC Advanced Grant.

## Alcune pubblicazioni
- Ant Colony Optimization con Thomas Stützle, MIT Press, 2004 (ISBN 978-0-262-04219-2).
- Swarm Intelligence : From Natural to Artificial Systems con Eric Bonabeau e Guy Theraulaz, Oxford University Press, 1999 (ISBN 0-19-513159-2).
- Robot Shaping con Marco Colombetti, MIT Press, 1998 (ISBN 0-262-04164-2).
- Ant Algorithms for discrete optimization con Gianni Di Caro and Luca Maria Gambardella, Artificial Life, Vol. 5, N. 2, 1999.
- Ant Colony System: A Cooperative Learning Approach to the Traveling Salesman Problem. IEEE Transactions on Evolutionary Computation, 1 (1): 53–66.